# Sinagoga di Châlons-en-Champagne

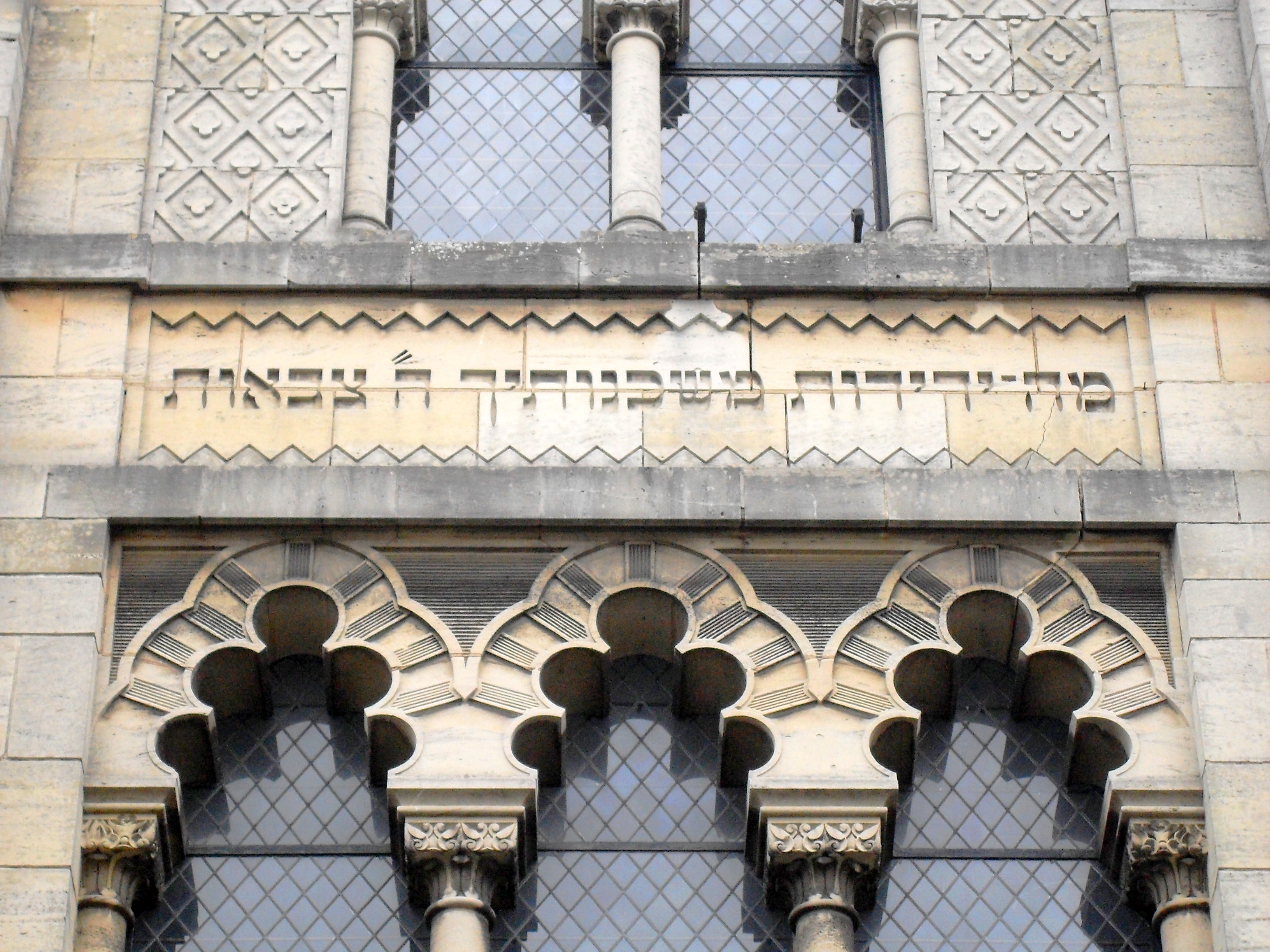
«Che le Tue dimore siano piacevoli o Eterno Tsévaot!»

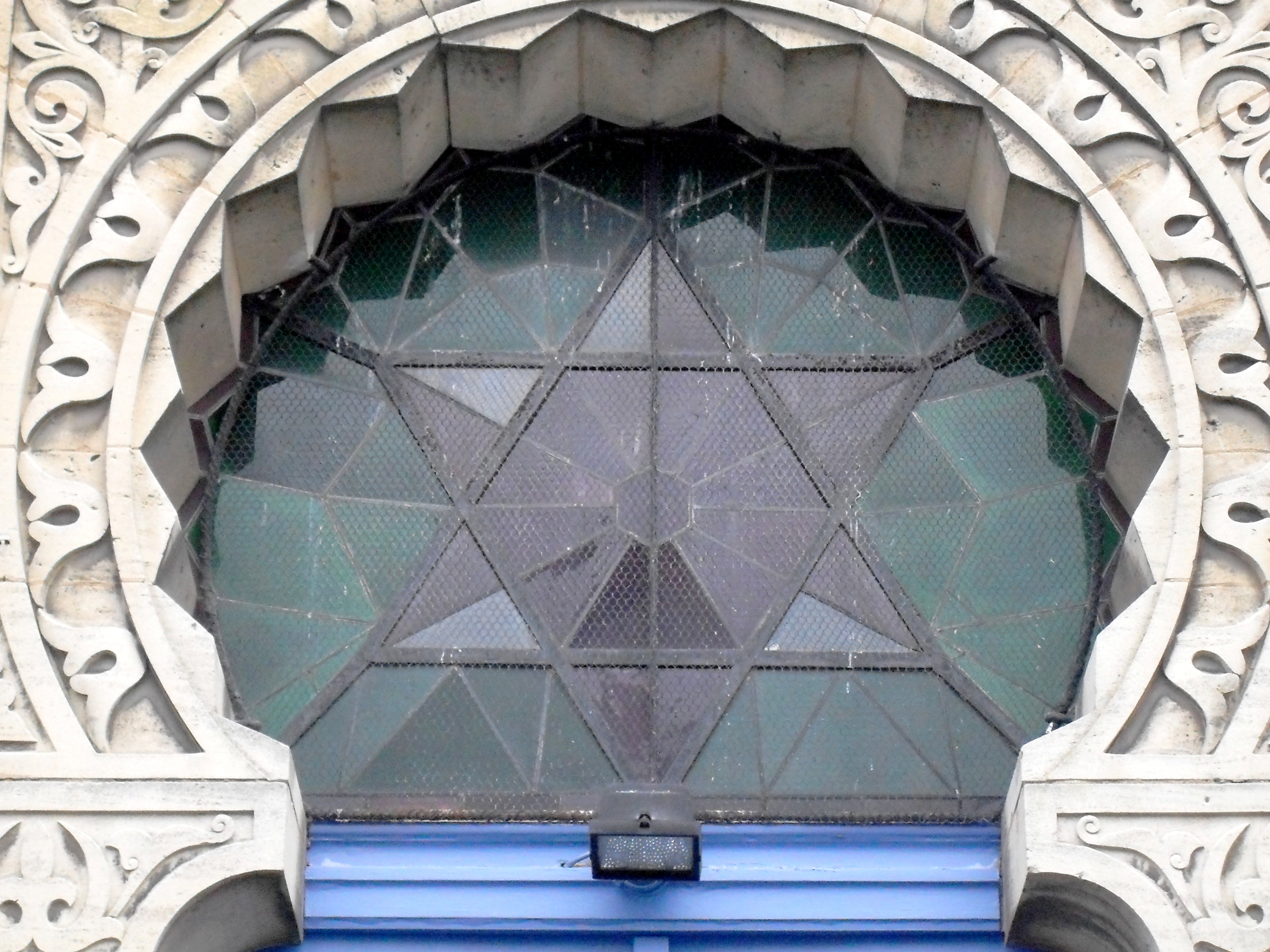
Il rosone della sinagoga.

La sinagoga di Châlons-en-Champagne fu eretta negli anni 1874 e 1875 su progetto dell'architetto di Châlons Alexis Vagny (1821-1888), e inaugurata nel settembre 1875. Essa assomiglia a una piccola chiesa in stile ispano-moresco. Si trova al n. 21 di rue Lochet a Châlons-en-Champagne nel dipartimento della Marna (51).
Sulla facciata compare un versetto biblico in lingua ebraica tratto dal salmo 84: 
La sinagoga è tuttora in attività. Nella stessa via, proprio di fronte, si trova un tempio protestante datato 1880, di stile neogotico.

## Storia della presenza ebraica a Châlons-en-Champagne
La presenza degli ebrei a Chalons risale al III secolo. In ogni caso essa è attestata da documenti dell'XI secolo. Vi era a Châlons una scuola di discepoli di Rashi, i Tosafisti.
Gli ebrei furono espulsi durante la guerra dei cento anni, per una durata di parecchi secoli. Poi ritornarono grazie alla rivoluzione francese, all'inizio del XIX secolo. Dopo la guerra franco-prussiana del 1870/71, gli ebrei dell'Alsazia-Lorena che non volevano diventare tedeschi, s'installarono in massa nella regione.
Il seguito arrivarono ebrei dell'Europa Centrale e, infine, negli anni 1960, gli ebrei Pieds-noirs del Nordafrica.
Gli arresti del 20 luglio 1942 sono l'equivalente nel dipartimento della Marna del rastrellamento del Velodromo d'Inverno del 16 e 17 luglio nella zona di Parigi. Un lapide commemorativa è stata apposta sulla facciata della sinagoga e scoperta il 18 luglio 1993. Ogni anno, a luglio, si celebra una cerimonia in memoria degli ebrei allora deportati.